# Filiates
Filiates (in greco Φιλιάτες?) è un comune della Grecia situato nella periferia dell'Epiro (unità periferica della Tesprozia) con 9 092 abitanti secondo i dati del censimento 2001.
A seguito della riforma amministrativa detta piano Kallikratis in vigore dal gennaio 2011 che ha abolito le prefetture e accorpato numerosi comuni, la superficie del comune è ora di 584 km² e la popolazione è passata da 8 288 a 9 092 abitanti.